# Синявський Кузьма Наумович
Кузьма Наумович Синявський (1909, село П'ятківка, тепер Бершадського району Вінницької області — ?) — український радянський діяч, бригадир тракторної бригади Бершадської МТС Бершадського району Вінницької області. Депутат Верховної Ради УРСР 2—3-го скликань.

## Життєпис
Народився у бідній селянській родині. Після закінчення початкової школи з 1930 року працював у колгоспі, вибирався членом правління колгоспу.
У 1931—1933 роках — служба у Червоній армії.
Після демобілізації повернувся до колгоспу, закінчив шестимісячні курси бібліотекарів, працював бригадиром рільничої бригади, навчався на двомісячних курсах трактористів.
У 1937—1941 роках — тракторист, бригадир тракторної бригади Бершадської машинно-тракторної станції (МТС) Бершадського району Вінницької області, голова правління колгоспу «Комунар» села П'ятківки Бершадського району, знову бригадир тракторної бригади Бершадської МТС. У 1938 році виробив на кожен трактор ХТЗ 935 гектарів ріллі. Навчався на курсах удосконалення колгоспних кадрів у місті Проскурові. Член ВКП(б).
З серпня 1941 року — у Червоній армії, учасник німецько-радянської війни. Воював на Сталінградському, 2-му Українському фронтах.
З 1946 року — бригадир тракторної бригади Бершадської машинно-тракторної станції Бершадського району Вінницької області. Тракторна бригада Синявського щорічно виконувала виробничі завдання на 150—180%, була однією із кращих у Вінницькій області.
Потім — на пенсії.

## Нагороди
- орден «Знак Пошани» (7.02.1939)
- орден Вітчизняної війни 2-го ст. (23.12.1985)
- медаль «За перемогу над Німеччиною у Великій Вітчизняній війні 1941—1945 років»
- медаль «За оборону Сталінграда»